# 大奄美元規
大奄美 元規（だいあまみ げんき、1992年12月15日 - ）は、鹿児島県大島郡龍郷町出身で、追手風部屋所属の現役大相撲力士。本名は坂元 元規（さかもと げんき）。平成4年度生まれの関取を指す、いわゆる「花のヨン組」の1人。

## 来歴
龍郷町立赤徳小学校2年次より地元の相撲道場（名瀬相撲クラブ）に通い始め、奄美市立赤木名中学校を経て鹿児島商業高等学校商業科では3年次に高等学校相撲金沢大会優勝などの実績を残した。日本大学商学部商業学科に進学すると名門の相撲部に入部。2年次には宇和島大会で優勝した他、団体戦のレギュラーとして活躍し、4年次には主将にもなったが、個人タイトルは2冠に留まった。3年次に左膝半月板を負傷して手術を受けていたこともあって角界入りは躊躇し、卒業後は日本大学に職員として就職して実業団選手となった。2015年に全日本実業団相撲選手権大会を制して実業団横綱となると同時に追手風部屋への入門を発表。実業団横綱のタイトルを持っているため幕下15枚目格付出が承認された。
2016年1月場所で初土俵を踏むと、2日目の1番相撲で同学年の大輝（現・北勝富士）に敗れて黒星デビューとなったが、3日目に飛翔富士に勝って初白星とし、当場所は結局4勝3敗で終えた。その後も幕下上位の番付にて4勝3敗の成績で勝ち越しを続け、同年11月場所を終えて6場所連続の勝ち越しとなったところで、翌2017年1月場所での新十両昇進が決定した。

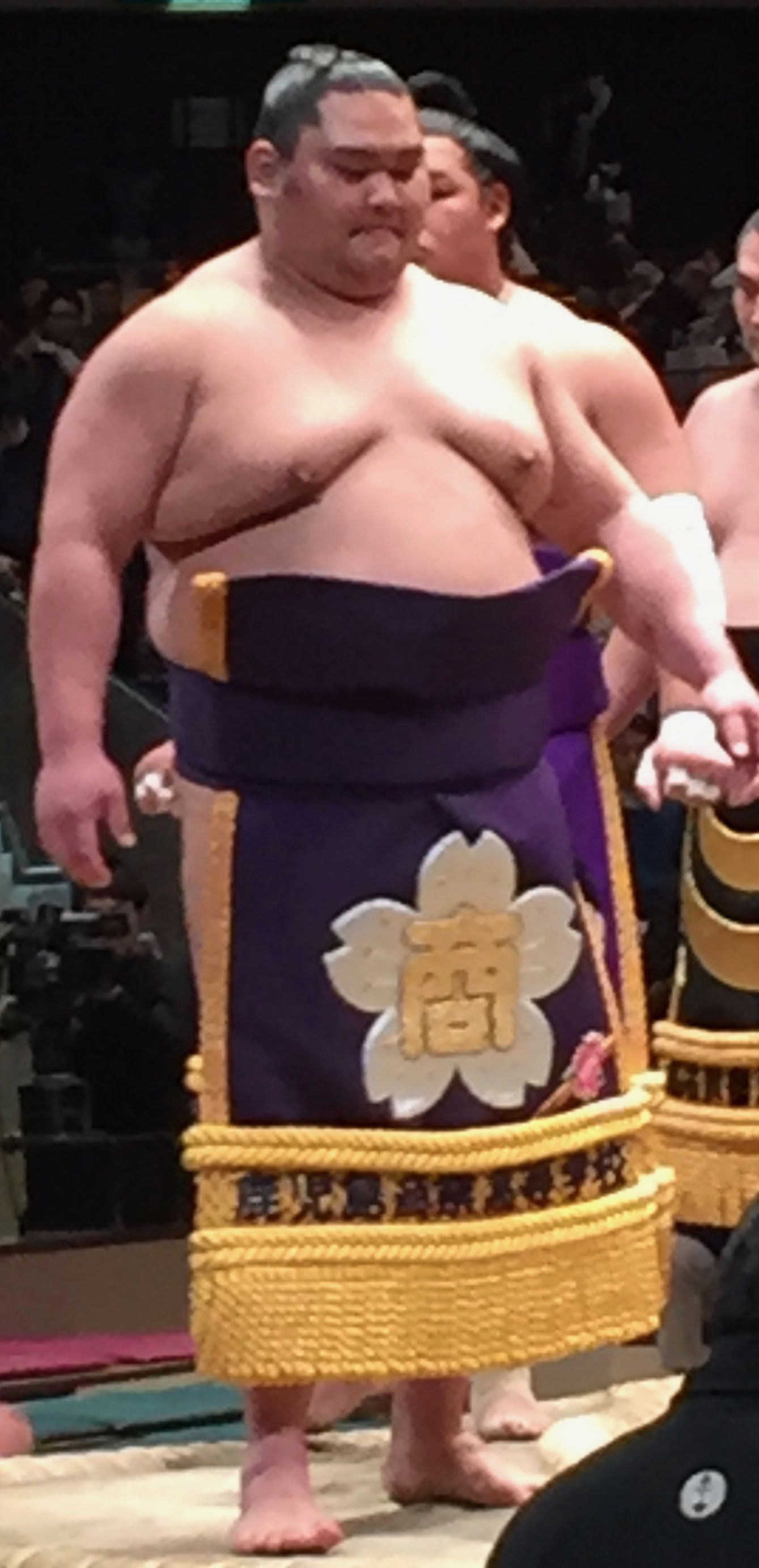
土俵入りする大奄美（2017年1月場所）

新十両となった2017年1月場所は、初日に照強との新十両対決を制して白星発進となった。3日目に同郷の先輩である若乃島に敗れて土が付いたが、最終的に星を10勝まで伸ばして終えた。翌3月場所も7勝7敗から千秋楽に8勝目を挙げて勝ち越したが、続く5月場所では、再び7勝7敗で迎えた千秋楽で敗れ、7勝8敗で入門後初めての負け越しとなった。7月場所は10日目までに3敗したが、初日から8連勝で優勝争いの単独トップに立っていた朝乃山と、朝乃山に初日に敗れた後8連勝した豊山が10日目・12日目と揃って敗れたことで3敗となり、この時点で優勝争いのトップに並んだ。13日目には豊山との直接対決に勝って豊山を4敗へ後退させたが、14日目の安美錦との取組で、安美錦の髷を掴んだとして反則負けで4敗目となり、再び朝乃山が単独トップに立つ展開となった。千秋楽は朝乃山との対戦となったが、これに勝ったことで11勝4敗3名（豊山・朝乃山・大奄美）の優勝決定戦（巴戦）に進出。1回戦で豊山に、2回戦でも朝乃山に勝利し、自身初の各段優勝となる十両優勝を決めた。翌9月場所は番付を大きく上げて東十両3枚目で9勝6敗と勝ち越し。当場所は9日まで4勝5敗と負けが込んでいた状況から10日目から5連勝し、千秋楽敗れはしたが9勝6敗、翌11月場所で新入幕を決めた。
新入幕の11月場所は、3日目に幕内初白星を挙げたものの、9日目までに7敗を喫するなど、前半は厳しい星取りであった。しかし、10日目以降は立て直して6勝9敗と小幅の負け越しに抑えた。下に1枚半の西前頭14枚目だったため幕内残留は厳しく見られていたが、横綱・日馬富士が突然引退することになって幕内に欠員が出ていたこともあり、2018年1月場所は東前頭17枚目に残留した。当場所は千秋楽に8勝目を挙げて、幕内で初めての勝ち越しとなった。翌3月場所は好調で、中日を終えて7勝1敗として一時は優勝争いに絡んだが、給金直しを目前にして4連敗と失速。それでも残りを3連勝として、幕内で初めての二桁白星となる10勝5敗の好成績を挙げた。自己最高位となる東前頭11枚目で迎えた5月場所は4日目まで3勝1敗と出だしは好調だったものの5日目から6連敗、11日目に安美錦に勝って連敗を脱出したものの、12日目以降再び連敗。千秋楽の竜電戦は両力士が幕内残留に後がない状況で臨んだが、これにも敗れ最終的に4勝11敗、翌7月場所は十両に陥落。当場所も終盤に星が上がらず6勝9敗と負け越した。東十両4枚目で迎えた9月場所は10日目から6連勝するなど11勝4敗の成績を挙げ、翌場所の再入幕を確定させ、德勝龍との優勝決定戦にも進出したものの、突き落としで敗れて十両優勝は逃した。
3場所ぶりに幕内で迎えた2018年11月場所・翌2019年1月場所と2場所連続で負け越して翌3月場所では再び十両に陥落。十両でも一進一退を続け2019年7月場所では東十両8枚目まで番付を落としたが11勝4敗と巻き返し。東十両6枚目で迎えた2020年1月場所でも、大関から序二段まで陥落した後の関取復帰を十両優勝で飾った照ノ富士に千秋楽で勝利するなど好調を貫き11勝4敗、翌2020年3月場所での3回目の入幕を確定させた。
7場所ぶりに幕内で迎えた2020年3月場所も5勝10敗と大敗し翌7月場所（2020年5月場所は中止）では十両に陥落。大勝ちこそなかったもののコンスタントに白星を重ね、2021年3月場所で5場所ぶり4回目の入幕。西前頭16枚目で迎えた当場所では、後に大関となる豊昇龍・琴ノ若に14日目・千秋楽と連勝し、9勝6敗と17場所ぶり2回目の幕内での勝ち越しを決めた。
当場所以降、幕内での勝ち越しは無く、2021年9月場所で十両に陥落、その後2022年7月、2024年3月と2度の再入幕を果たすもいずれも1場所で十両陥落。
その2度目の再入幕だった2024年3月場所から東十両11枚目で4勝11敗の成績に終わった2025年1月場所まで6場所連続で負け越し、続く3月場所で、2016年11月場所以来49場所ぶりの幕下となる東幕下2枚目に陥落。同場所は初日から3連敗で後がなくなるがそこから3連勝し、千秋楽に東十両8枚目北勝富士との取組が組まれたが、前日の取組で負傷した北勝富士が休場し不戦勝で勝ち越し。同月26日に開催された五月場所番付編成会議で、1場所での十両復帰が発表された。十両復帰の5月場所は西十両13枚目で迎えたが、中日を終えた時点で2勝6敗の後、9日目から4連勝で五分の星に戻したものの、13日目、千秋楽と敗れ負け越し。続く7月場所は同地位にとどまったものの初日から4連敗、5日目から不戦勝を含む3連勝したものの、中日から再び3連敗で負け越し、最終的に6勝9敗で終えた。しかし場所後の番付編成会議にて、5人の幕下力士の十両昇進が発表され、幕下降格が濃厚となる。

## エピソード
- 角界入り前、日本大学の職員として勤務していた時期は、寮に住み込み、午前8時に出勤し、パソコンで請求書などを作る仕事に勤しみ、夕方に退勤した後は大学の道場で学生たちと稽古に励んでいた[6]。
- 当時の日本大学理事長・田中英寿から、母校の職員として勤務しながら実業団選手として実績を挙げ、角界入りを目指すよう提案され、それを受け入れて母校の職員として勤務していた。角界入りができなかった場合は実家に帰るつもりであったと後年述懐していた[6]。

- 角界入り当初、入門先の兄弟子でもある遠藤を目標の力士として挙げていた。
- 入門当初は本名（坂元）をそのまま四股名としていたが、新十両と同時に「奄美より大きくなりたい」との決意を込めて[14]「大奄美」の四股名に改名した[15]。

- 新十両昇進時の会見では、同じ奄美大島出身で中学・高校・大学の先輩でもある里山の名前を挙げ「あれこそ島人相撲。一回は勝負してみたい」と話し、「来場所も絶対に勝ち越したい」と誓っていた[11]。その里山とは新十両の場所（2017年1月場所10日目・寄り切りで大奄美の勝ち）及び翌3月場所2日目（上手投げで里山の勝ち）に対戦が実現した。
- 2018年3月場所前の記事では場所の後半で白星を重ねる傾向がある旨を書かれていた[16]。
- 新入幕時の会見は福岡市西区内で行われたが、照れくさそうに「うれしい」と語っていた。奇しくもご当地場所で新入幕を迎える形のなったが、「情けない相撲を取らないように、格好良い相撲を取りたい」と奮起を誓っていた。
- 大奄美が入幕した時点で、御嶽海・北勝富士・宇良をはじめ、大奄美と義務教育の学年が同じ力士が多く幕内に在位し活躍していた。大学時代に左膝を故障した影響もあって出遅れた形となったことについて「置いて行かれたような気持ちだった。負けないように頑張りたい」「まずは勝ち越したい。地道に頑張る」とコメントしていた[17]。
- 德勝龍と十両優勝を争った2018年9月場所で7日目から9日目まで3連敗を喫した際に、高校時代の監督から電話で叱責されたが、その叱責に奮起して翌10日目以降を全て勝てたという[18]。
- 2021年6月28日放送分『有吉ゼミ』で3.39kgの稲庭うどんを、制限時間50分が設けられた中37分46秒で完食し、39分40秒で完食したギャル曽根に勝利した。
- 2022年1月場所前に公開された協会公式インタビューでは、好物は食べ物全般で、幼少期は恥ずかしがり屋であった。食事量に関しては、1度にステーキ4kgを平らげたと話している。趣味は強いて言えば料理で、YouTubeも閲覧する。力士になりたいと思うようになったのは大学時代の最後の方からであった。親から聞いた話によると本人は覚えていないが小さい頃はサッカー選手になりたいとずっと言っていたようである。対戦したい相手には同じ奄美大島出身の明生の名前を挙げている。インタビューの最後の方では特技のあやとりを披露している[19]。
- 6場所ぶり4回目の入幕を決め、西前頭16枚目で迎えた2022年7月場所は2日目から負傷休場したものの5日目から再出場、13日目の途中に所属先の追手風部屋で新型コロナウイルス感染者が確認され、大奄美にも濃厚接触をした可能性があるとして13日目から再休場。これによって1場所で2回不戦敗を喫する、珍しい経験をした。

## 主な成績
2025年7月場所終了現在

### 通算成績
- 通算成績：388勝407敗4休（57場所）
- 幕内成績：73勝103敗4休（12場所）

### 各段優勝
- 十両優勝：1回（2017年5月場所）

### 場所別成績
| | 一月場所 初場所（東京） | 三月場所 春場所（大阪） | 五月場所 夏場所（東京） | 七月場所 名古屋場所（愛知） | 九月場所 秋場所（東京） | 十一月場所 九州場所（福岡） |
| --- | ----------------------- | ----------------------- | ----------------------- | --------------------------- | ----------------------- | --------------------------- |
| 2016年 （平成28年） | 幕下付出15枚目 4–3      | 西幕下11枚目 4–3        | 東幕下9枚目 4–3         | 東幕下6枚目 4–3             | 西幕下3枚目 4–3         | 西幕下筆頭 4–3              |
| 2017年 （平成29年） | 西十両13枚目 10–5       | 東十両9枚目 8–7         | 西十両7枚目 7–8         | 東十両8枚目 優勝 11–4       | 東十両3枚目 9–6         | 西前頭14枚目 6–9            |
| 2018年 （平成30年） | 東前頭17枚目 8–7        | 東前頭16枚目 10–5       | 東前頭11枚目 4–11       | 東十両2枚目 6–9             | 東十両4枚目 11–4        | 東前頭15枚目 7–8            |
| 2019年 （平成31年 /令和元年） | 東前頭16枚目 4–11       | 西十両3枚目 7–8         | 西十両3枚目 5–10        | 東十両8枚目 11–4            | 西十両筆頭 6–9          | 西十両4枚目 6–9             |
| 2020年 （令和2年） | 東十両6枚目 11–4        | 西前頭17枚目 5–10       | 感染症拡大 により中止   | 東十両4枚目 7–8             | 西十両4枚目 7–8         | 東十両5枚目 9–6             |
| 2021年 （令和3年） | 西十両筆頭 8–7          | 西前頭16枚目 9–6        | 西前頭13枚目 7–8        | 東前頭14枚目 4–11           | 東十両2枚目 7–8         | 東十両2枚目 6–9             |
| 2022年 （令和4年） | 東十両3枚目 7–8         | 東十両5枚目 7–8         | 東十両6枚目 11–4        | 西前頭16枚目 2–9–4          | 東十両8枚目 7–8         | 東十両9枚目 11–4            |
| 2023年 （令和5年） | 西十両2枚目 5–10        | 西十両6枚目 6–9         | 東十両9枚目 7–8         | 東十両9枚目 11–4            | 西十両2枚目 7–8         | 東十両4枚目 9–6             |
| 2024年 （令和6年） | 東十両筆頭 8–7          | 西前頭16枚目 7–8        | 東十両筆頭 6–9          | 西十両2枚目 6–9             | 東十両5枚目 4–11        | 東十両9枚目 6–9             |
| 2025年 （令和7年） | 東十両11枚目 4–11       | 東幕下2枚目 4–3         | 西十両13枚目 7–8        | 西十両13枚目 6–9            | x                       | x                           |
| 各欄の数字は、「勝ち-負け-休場」を示す。 優勝 引退 休場 十両 幕下 三賞：敢=敢闘賞、殊=殊勲賞、技=技能賞 その他：★=金星 番付階級：幕内 - 十両 - 幕下 - 三段目 - 序二段 - 序ノ口 幕内序列：横綱 - 大関 - 関脇 - 小結 - 前頭（「#数字」は各位内の序列） |                         |                         |                         |                             |                         |                             |

## 合い口
2025年7月場所終了現在
（以下は最高位が横綱・大関の現役力士、いずれも相手力士が平幕在位時に対戦。）
- 横綱・豊昇龍には1勝。豊昇龍の大関昇進前の対戦成績である。
- 大関・琴櫻には2勝1敗。琴櫻の大関昇進前の対戦成績である。
- 元大関・髙安には1敗。髙安の大関陥落後の対戦成績である。
- 元大関・朝乃山には1勝4敗。朝乃山の大関昇進前の対戦成績である。
- 元大関・正代には1勝1敗。正代の大関昇進前、陥落後の対戦成績である。

（以下は最高位が横綱・大関の引退力士、貴景勝以外はいずれも相手力士が平幕在位中の対戦。）
- 元横綱・照ノ富士には1勝。
- 元大関・琴奨菊には1勝1敗。いずれも琴奨菊の大関陥落後の対戦成績である。
- 元大関・栃ノ心には2敗。いずれも栃ノ心の大関陥落後の対戦成績である。
- 元大関・貴景勝には1勝。貴景勝の大関昇進前の対戦成績である。

### 幕内対戦成績
| 力士名   | 勝数 | 負数 | 力士名   | 勝数 | 負数 | 力士名   | 勝数 | 負数 | 力士名   | 勝数 | 負数 |
| -------- | ---- | ---- | -------- | ---- | ---- | -------- | ---- | ---- | -------- | ---- | ---- |
| 碧山     | 1    | 6    | 明瀬山   | 1    | 0    | 天空海   | 1    | 0    | 朝乃山   | 1    | 4    |
| 東龍     | 1    | 0    | 阿炎     | 0    | 2    | 安美錦   | 2    | 1    | 荒鷲     | 2    | 0    |
| 勢       | 2    | 2    | 石浦     | 1    | 4    | 一山本   | 1    | 2    | 宇良     | 0    | 1    |
| 阿武咲   | 0    | 2    | 王鵬     | 1    | 0    | 隠岐の海 | 0    | 4    | 魁聖     | 1    | 3    |
| 輝       | 2    | 3    | 北の若   | 1    | 0    | 琴恵光   | 1    | 2    | 琴ノ若   | 2    | 1    |
| 琴奨菊   | 1    | 1    | 琴勝峰   | 0    | 1    | 琴勇輝   | 1    | 3    | 佐田の海 | 0    | 4(1) |
| 志摩ノ海 | 2    | 1    | 正代     | 1    | 1    | 貴景勝   | 1    | 0    | 隆の勝   | 1    | 0    |
| 髙安     | 0    | 1    | 宝富士   | 0    | 3    | 豪風     | 2    | 0    | 尊富士   | 0    | 1    |
| 玉鷲     | 0    | 1    | 美ノ海   | 1    | 0    | 千代翔馬 | 0    | 4    | 千代大龍 | 1    | 2    |
| 千代ノ皇 | 1    | 0    | 千代の国 | 2    | 4    | 千代丸   | 6    | 2(1) | 照強     | 2    | 3    |
| 照ノ富士 | 1    | 0    | 德勝龍   | 0    | 1    | 栃煌山   | 1    | 2    | 栃ノ心   | 0    | 2    |
| 錦木     | 2    | 4    | 錦富士   | 0    | 2    | 英乃海   | 1    | 1    | 豊昇龍   | 1    | 0    |
| 北勝富士 | 1    | 2    | 翠富士   | 0    | 1    | 妙義龍   | 1    | 5    | 明生     | 2    | 1    |
| 矢後     | 0    | 1    | 豊山     | 3    | 2    | 嘉風     | 0    | 2    | 竜電     | 3    | 1    |
| 狼雅     | 0    | 1    |          |      |      |          |      |      |          |      |      |

## 改名歴
- 坂元 元規（さかもと げんき）2016年1月場所 - 2016年11月場所
- 大奄美 元規（だいあまみ げんき）2017年1月場所 -